# شهدطوطی تیره
شهدطوطی تیره (نام علمی: Pseudeos fuscata) گونه‌ای از طوطی‌های خانواده طوطیان سبز است. نام‌های رایج جایگزین عبارتند از: شهدطوطی دمگاه‌سفید یا شهدطوطی نارنجی تیره. در گینه نو و جزایر فراساحلی باتانتا، صلواتی و یاپن یافت می‌شود. آنها همچنین به عنوان «شهدطوطی نواری» شناخته می‌شوند.
زیستگاه‌های طبیعی آن جنگل‌های دشت نمناک نیمه‌گرمسیری یا گرمسیری، جنگل‌های حرای نیمه‌گرمسیری یا گرمسیری و جنگل‌های کوهستانی نمناک نیمه‌گرمسیری یا گرمسیری است.